# Sebastián Ribas
Sebastián César Helios Ribas Barbato, ou plus simplement Sebastián Ribas, né le 11 mars 1988 à Montevideo en Uruguay, est un footballeur uruguayen qui évolue au poste d'attaquant au CA Central Córdoba.
Il est également de nationalité italienne.

## Biographie
Au bout de trois ans dans l'équipe espoirs de son club formateur (Juventud), en 2006, il dispute le Tournoi de Viareggio (Italie), qu'il remporte contre la primavera de la Juventus, inscrivant même le but vainqueur. Il est également désigné meilleur joueur du tournoi et de la finale. Il sera également le meilleur buteur du tournoi. Il tape dans l'œil des recruteurs turinois. Mais le club est relégué en Serie B. 
Il signe donc à l'Inter où il évolue avec la Primavera. Il ne dispute qu'un match avec l'équipe première en Coupe d'Italie. Il gagne une nouvelle fois le Tournoi de Viareggio en 2008.
Au bout d'un an et demi, le club le prête à La Spezia où il ne dispute que trois matchs de Serie C en une demi-saison.
Finalement, le club interiste consent à le vendre à Dijon où il signe un contrat de trois ans en juillet 2008. Il s'impose tout de suite comme un titulaire indiscutable et marque 9 buts en 32 matchs dès la première saison.
Sa seconde année à Dijon est d'un calibre encore supérieur : à mi-saison, il a inscrit 10 buts. Il termine la saison à la troisième place du classement des buteurs avec 16 réalisations. Il confirme qu'il jouera bien à Dijon pour la saison 2010-2011. Le 17 septembre 2010, il réalise un triplé lors des 10 premières minutes du match Dijon-Evian, lors de la 7e journée du championnat de France de Ligue 2. Le 5 mars 2011, il renouvelle l'exploit face au leader Le Mans (3-2).
Devenu l'idole du public dijonnais, Ribas finit la saison avec 23 buts au compteur et le titre de meilleur joueur UNFP de Ligue 2 2010-2011.
Le 31 mai 2011, Sebastián Ribas annonce qu'il a refusé la prolongation de contrat proposée par Dijon et s'engage avec le Genoa le 1er juin 2011. C'est un échec sportif, il ne joue pas une seule minute pour le club italien. 
Dès janvier 2012, il est prêté au Sporting Portugal. Autre échec : incapable de marquer le moindre but durant les 7 matchs qu'il a disputés, il ne bénéficie pas de la confiance du nouvel entraîneur du club, Sá Pinto, qui le fait passer troisième dans la hiérarchie des attaquants, se faisant ainsi doubler par le jeune Diego Rubio. Il n'a plus disputé la moindre minute en match officiel depuis le 11 mars 2012. Même lors du déplacement sur la pelouse du Nacional Madeira où l'entraîneur aligna une équipe mixte entre deux matchs de Ligue Europa, Sebastián Ribas dut regarder le match du banc des remplaçants.
Il est finalement prêté avec option d'achat à l'AS Monaco le 17 juillet 2012, retrouvant ainsi la Ligue 2 quittée un an plus tôt. Blessé au mollet peu après son arrivée, il met du temps à guérir avant de rechuter puis d'être victime de fractures de fatigue aux deux tibias. Une fois rétabli, il n'est cependant jamais appelé dans le groupe professionnel et n'a disputé que quelques matchs avec l'équipe réserve de l'AS Monaco,.
En juillet 2013, il est  prêté par le Genoa,  au Barcelona SC en Équateur.
En janvier 2014, il est à nouveau prêté par le Genoa, cette fois-ci  au RC Strasbourg. Il marque son premier but avec le RCSA après presque trois ans sans avoir trouvé le chemin des filets le 8 février sur penalty contre Ajaccio.

## Statistiques détaillées

### En club
| Saison                | Club                     | Championnat           | Championnat | Championnat | Coupe nationale | Coupe nationale | Coupe de la Ligue | Coupe de la Ligue | Compétition(s) continentale(s) | Compétition(s) continentale(s) | Compétition(s) continentale(s) | Total | Total |
| Saison                | Club                     | Division              | M.          | B.          | M.              | B.              | M.                | B.                | Comp.                          | M.                             | B.                             | M.    | B.    |
| 2006-2007             | Inter Milan              | Serie A               | 0           | 0           | 1               | 0               | -                 | -                 | C1                             | 0                              | 0                              | 1     | 0     |
| 2007-2008             | Spezia Calcio            | Serie B               | 4           | 0           | 0               | 0               | -                 | -                 | -                              | -                              | -                              | 4     | 0     |
| 2007-2008             | Inter Milan              | Serie A               | 0           | 0           | 0               | 0               | -                 | -                 | C1                             | 0                              | 0                              | 0     | 0     |
| Sous-total            | Sous-total               | Sous-total            | 4           | 0           | 1               | 0               | -                 | -                 | -                              | 0                              | 0                              | 5     | 0     |
| 2008-2009             | Dijon FCO                | Ligue 2               | 32          | 9           | 2               | 3               | 1                 | 0                 | -                              | -                              | -                              | 35    | 12    |
| 2009-2010             | Dijon FCO                | Ligue 2               | 36          | 16          | 2               | 2               | 1                 | 0                 | -                              | -                              | -                              | 39    | 18    |
| 2010-2011             | Dijon FCO                | Ligue 2               | 38          | 23          | 2               | 2               | 1                 | 0                 | -                              | -                              | -                              | 41    | 25    |
| Sous-total            | Sous-total               | Sous-total            | 106         | 48          | 6               | 7               | 3                 | 0                 | -                              | 0                              | 0                              | 115   | 55    |
| 2011-2012             | Genoa CFC                | Serie A               | 0           | 0           | 0               | 0               | -                 | -                 | -                              | -                              | -                              | 0     | 0     |
| 2011-2012             | Sporting Portugal (prêt) | Liga Sagres           | 5           | 0           | 1               | 0               | 1                 | 0                 | C3                             | 0                              | 0                              | 7     | 0     |
| 2012-2013             | AS Monaco (prêt)         | Ligue 2               | 0           | 0           | 0               | 0               | 0                 | 0                 | -                              | -                              | -                              | 0     | 0     |
| 2013                  | Barcelona SC (prêt)      | Serie A               | 4           | 0           | 0               | 0               | 0                 | 0                 | CS                             | 2                              | 0                              | 6     | 0     |
| 2013-2014             | RC Strasbourg (prêt)     | National              | 13          | 4           | 0               | 0               | -                 | -                 | -                              | -                              | -                              | 13    | 4     |
| 2014-2015             | FC Cartagena (prêt)      | Liga Adelante         | 24          | 6           | 0               | 0               | -                 | -                 | -                              | -                              | -                              | 24    | 6     |
| Sous-total            | Sous-total               | Sous-total            | 46          | 10          | 1               | 0               | 1                 | 0                 | -                              | 2                              | 0                              | 50    | 10    |
| 2015-2016             | CA Fénix                 | Primera División      | 0           | 0           | 0               | 0               | -                 | -                 | -                              | -                              | -                              | 0     | 0     |
| Sous-total            | Sous-total               | Sous-total            | 0           | 0           | 0               | 0               | 0                 | 0                 | -                              | 0                              | 0                              | 0     | 0     |
| Total sur la carrière | Total sur la carrière    | Total sur la carrière | 156         | 58          | 8               | 7               | 4                 | 0                 | -                              | 2                              | 0                              | 170   | 65    |

## Palmarès

### En club
| - Club Atlético Juventud - Tournoi de Viareggio : - Vainqueur : 2006. |  | - Inter Milan - Tournoi de Viareggio : - Vainqueur : 2008. - Championnat Primavera : - Champion : 2006-2007. |

### Individuel
| - Club Atlético Juventud - Tournoi de Viareggio : - Meilleur buteur : 2006. |  | - Inter Milan - Championnat Primavera : - Meilleur buteur : 2006-2007. |  | - Dijon FCO - Ligue 2 : - Meilleur buteur : 2010-2011 (23 buts). - Meilleur joueur : 2010-2011. |